# Frau mit Hund sucht … Mann mit Herz
Frau mit Hund sucht … Mann mit Herz (Originaltitel: Must Love Dogs) ist eine romantische Komödie aus dem Jahr 2005 von Gary David Goldberg, der auch das Drehbuch schrieb. Die Handlung basiert auf dem gleichnamigen Roman von Claire Cook.

## Handlung
Die 40-jährige Vorschullehrerin Sarah Nolan ist seit kurzem geschieden. Ihre gesamte Verwandtschaft versucht nun, sie mit Männern zu verkuppeln. Ihre Schwester Carol gibt im Namen Sarahs eine Kontaktanzeige im Internet auf. Es meldet sich ein Mann, der sich als 50-jährig beschreibt. Beim Treffen stellt sich heraus, dass es sich um ihren 71-jährigen Vater Bill handelt, der bei der Beschreibung ein wenig geschummelt hat. Der Witwer hat sich ebenfalls dazu entschlossen, nach einer neuen Bekanntschaft über das Internet zu suchen. Sarah trifft sich in der Folge mit einem Anwalt, der sie zu alt findet, einem Depressiven, der ständig weint, und einem Marshall, der sie gerne in Handschellen sähe.
Auch der geschiedene Bootsbauer Jake Anderson trifft sich mit Sarah. Er erscheint zum Treffen im Park mit einem geliehenen Hund und entschuldigt das damit, dass in der Anzeige lediglich gefordert war, dass man Hunde liebt – nicht, dass man selber einen besitzt. Es stellt sich heraus, dass der von Sarah mitgebrachte Hund auch nicht ihr gehört, sondern ihrem Bruder.
Sarahs Vater Bill hat inzwischen eine neue Freundin kennengelernt: Dolly, die sich später auch mit Sarah anfreundet. Dolly gibt im Internet zahlreiche Anzeigen mit mehreren Profilen auf, in denen sie in verschiedene Persönlichkeiten schlüpft. Eines Tages taucht bei Dolly eine ihrer Internet-Bekanntschaften auf: ein Teenager, der die 61-Jährige, die er wegen eines Zahlendrehers für 16 hielt, trotz ihres Alters als seine neue Freundin haben will, da er eine Seelenverwandtschaft ausgemacht habe. Dolly ruft Sarah zu Hilfe, und es gelingt ihnen, den 15-Jährigen, der sich als 17-Jähriger ausgegeben hat, wieder nach Hause zu schicken.
Sarah und Jake verabreden sich beim zweiten Treffen zum Abendessen. Danach wollen sie Sex haben, stellen jedoch fest, dass keiner von beiden ein Kondom parat hat. Es kommt zu einer Irrfahrt durch die Stadt auf der Suche nach Kondomen, und als sie endlich ein Geschäft mit Kondomen finden, hat Sarah die Lust am Sex verloren. 
Eines Abends sieht Jake, wie Sarah von Bob geküsst wird. Enttäuscht verabschiedet sich Jake von ihr, und sie treffen sich nicht mehr. Sarah hat eine kurze Affäre mit Bob, der der Vater eines ihrer Vorschulkinder ist. Sie merkt aber schnell, dass er nicht der Richtige ist, und beendet die Affäre. Zufälligerweise trifft Sarahs Vater Bill auf Jake, als er gerade das Boot bewundert, das dieser zu einer Fahrt auf dem See bringt. Jake erzählt ihm, dass ihm eine Frau das Herz gebrochen habe, die er sehr gemocht habe. Sarah erfährt von dem Treffen und versteht, dass sie damit gemeint war. Sie macht sich sofort auf den Weg zum See. Da Jake bereits auf dem See rudert, lässt sie sich von einer Rudermannschaft in seine Nähe befördern. Sie springt ins Wasser und schwimmt zu ihm. Sarah und Jake werden ein Paar.

## Hintergrund
- Der Hund von Sarahs Bruder ist ein Neufundländer und wird Mutter Teresa genannt.
- Sarahs Vater zitiert ein Gedicht mit dem Titel Brown Penny des irischen Dichters William Butler Yeats.
- Der im Film gezeigte Tanz mit den Stöcken ist ursprünglich ein philippinischer Folkloretanz namens Tinikling.
- Der Spielfilm Doktor Schiwago wird im Film mehrmals zitiert und spielt eine wichtige Rolle in der Handlung. Mehrmals klingt Lara’s Theme aus der Filmmusik von Maurice Jarre auf.
- Der Film wurde komplett in Kalifornien gedreht – in Los Angeles, Burbank und am Malibu Lake.[2]
- Die Produktionskosten betrugen schätzungsweise 30 Millionen US-Dollar. Der Film spielte in den Kinos der USA rund 43,9 Millionen US-Dollar ein und in den anderen Ländern rund 14,5 Millionen US-Dollar.[3]
- In Deutschland zählte man rund 210.000 Kinobesucher.[4]

## Kritiken
Das Lexikon des internationalen Films schrieb, der Film sei eine „romantische Komödie für ein reiferes Publikum“. Er nehme die Probleme seiner Charaktere „nicht allzu ernst“ und steuere „machtvoll auf ein Happy End“ zu.
Michael Reisner schrieb auf moviegod.de, der Film „ist eine bedenkenlos empfehlenswerte Romantikkomödie mit liebenswürdigen Charakteren und einer toll aufgelegten Darstellerriege“.
Die Zeitschrift Cinema schrieb, die „putzigen Nebendarsteller wie Stockard Channing“ würden die Komödie „durchaus amüsant“ machen. Der Film besitze jedoch keinen „rechten Charme“ und wirke „reichlich altbacken“. Die Zeitschrift fasste zusammen: „An der Flirt-Filmfront nichts Neues“.
Prisma verziert die Kritik – in anderer Reihenfolge – mit den Worten: „recht träge“, „Durchschnittsware“, „ohne große Überraschungen“. Das Drehbuch setze zu sehr auf Stereotype, und auch der Auftritt einiger recht skurriler Gestalten nütze da nicht mehr viel. Einziger Pluspunkt sei die schauspielerische Leistung von Diane Lane als Sarah.